# Håbo
La commune d'Håbo est une commune suédoise du comté d'Uppsala. Environ 21980  personnes y vivent (2020). Son siège se situe à Bålsta.

## Localités principales
- Bålsta
- Råby
- Söderskogen
- Slottsskogen

## Jumelages
La commune d'Håbo est jumelée avec :
- Nittedal (Norvège) ;
- Ingå (Finlande) ;
- Fredensborg (Danemark) ;
- Paide (Estonie).